# 潔西卡·克林姆凱特

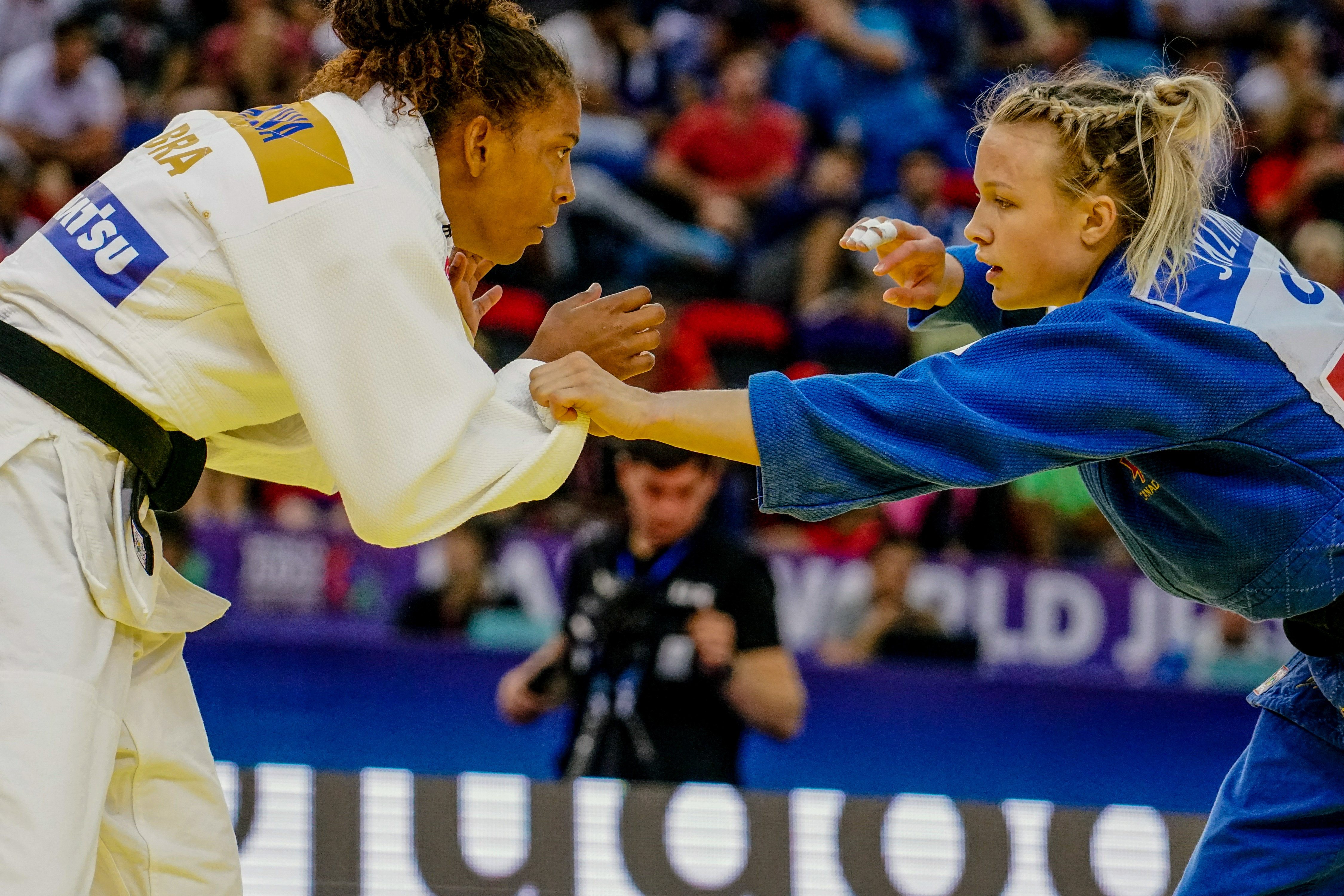
2018年世界柔道锦标赛上的洁西卡·克林姆凯特

潔西卡·克林姆凱特（英語：Jessica Klimkait，1996年12月31日—），加拿大柔道運動員，她代表加拿大隊參加了日本舉行的2020年夏季奧林匹克運動會，並且在女子57公斤級比賽上獲得銅牌。